# Niphoparmena latifrons
Niphoparmena latifrons là một loài bọ cánh cứng trong họ Cerambycidae.